# Rapti
Rapti – rzeka w Indiach i Nepalu o długości ok. 650 km oraz powierzchni dorzecza ok. 30 000 km². Źródła rzeki znajdują się w Himalajach Małych. Przepływa ona przez góry Śiwalik oraz Nizinę Gangesu. Rzeka Rapti jest wykorzystywana do nawadniania oraz do żeglugi śródlądowej.